# روبرتو ريبيرو فيلهو
روبرتو ريبيرو فيلهو هو لاعب كرة قدم برازيلي في مركز الدفاع، ولد في 26 أبريل 1990 في ريو دي جانيرو في البرازيل. لعب مع أتليتيكو كلوب دي برتغال ونادي ساو كريستوفاو ونادي كورومبا.

## وصلات خارجية
- روبرتو ريبيرو فيلهو على موقع قاعدة بيانات كرة القدم.إي يو (الإنجليزية)
- روبرتو ريبيرو فيلهو على موقع Soccerway.com (الإنجليزية)